# Pennella angustispora
Pennella angustispora är en svampart som beskrevs av Lichtw. 1972. Pennella angustispora ingår i släktet Pennella och familjen Legeriomycetaceae.   Inga underarter finns listade i Catalogue of Life.